# تشيما ديلو ستاغن
تشيما ديلو ستاغن (بالإنجليزية: Cima dello Stagn)‏ هو أحد جبال سلسلة جبال الألب ليبونتيني وجزء من القمة الأم يقع في كانتون غراوبوندن، سويسرا. يبلغ ارتفاع الجبل حوالي 2382 متر، بينما يبلغ ارتفاع نتوء الجبل متر.